# Sania Malxina
Sania Malxina   (17 de maig de 1921 - 2010), nascuda Gantseva va ser una atleta soviètica especialista en curses de velocitat, que va competir durant les dècades de 1940 i 1950.
En el seu palmarès destaca una medalla de bronze en la cursa dels 4x100 metres al Campionat d'Europa d'atletisme de 1950. Formà equip amb Elene Gokieli, Zoia Dukhovitx i Evhènia Sètxenova. També guanyà tres medalles al Festival Mundial de la Joventut i els Estudiants: de plata en els 100 metres el 1949 i de plata en els 100 i bronze en els 200 metres el 1951. Va establir dos rècords del món dels 4x200 metres, el 1950 i 1951.
Es proclamà campiona de la URSS en vuit ocasions: una en els 200 metres (1950), quatre en els 4x100 metres (1940, 1949 a 1951) i tres en els 4x200 metres (1949 a 1951). Millorà en una ocasió el rècord nacional dels 200 metres, en quatre el dels 4x100 metres i una del relleu combinat.

## Millors marques
- 100 metres. 11.9" (1950)
- 200 metres. 24.7" (1950)[7]